# Südafrikanische Cricket-Nationalmannschaft in Sri Lanka in der Saison 2000
Die Tour der südafrikanischen Cricket-Nationalmannschaft nach Sri Lanka in der Saison 2000 fand vom 20. Juli bis zum 10. August 2000 statt. Die internationale Cricket-Tour war Teil der internationalen Cricket-Saison 2000 und umfasste drei Test Matches. Die Testserie ging 1–1 unentschieden aus.

## Vorgeschichte
Beide Mannschaften spielten zuvor ein Drei-Nationen-Turnier, das Sri Lanka im Finale gegen Südafrika gewann.
Das letzte Aufeinandertreffen der beiden Mannschaften bei einer Tour fand in der Saison 1997/98 in Südafrika statt.

## Stadien
Für die Tour wurden folgende Stadien als Austragungsorte vorgesehen und am 3. Mai 2000 bekanntgegeben.
| Stadion                                            | Stadt   | Kapazität | Spiele  |
| -------------------------------------------------- | ------- | --------- | ------- |
| Sinhalese Sports Club Ground (SSC)                 | Colombo | 10.000    | 3. Test |
| Galle International Stadium                        | Galle   | 35.000    | 1. Test |
| Muttiah Muralitharan International Cricket Stadium | Kandy   | 35.000    | 2. Test |

## Kader
Die folgenden Kader wurden von den Mannschaften bekanntgegeben.
| Test | Test |
| Sri Lanka | Südafrika |
| --- | --- |
| - Sanath Jayasuriya (K) - Russel Arnold - Marvan Atapattu - Upul Chandana - Aravinda de Silva - Kumar Dharmasena - Mahela Jayawardene - Muttiah Muralitharan - Ruchira Perera - Arjuna Ranatunga - Kumar Sangakkara (wk) - Chaminda Vaas - Nuwan Zoysa | - Shaun Pollock (K) - Paul Adams - Nicky Boje - Mark Boucher (wk) - Daryll Cullinan - Nantie Hayward - Jacques Kallis - Gary Kirsten - Lance Klusener - Neil McKenzie - Makhaya Ntini - Jonty Rhodes |

## Tour Matches
| 16. – 17. Juli Scorecard | Colombo | South Africans 441-7d (101.4) & 82-3d (22) | – | Sri Lanka Board XI 109 (36.2) & 74-0 (15) |
|                          |         | Remis                                      |   |                                           |

| 26. – 27. Juli Scorecard | Moratuwa | Sri Lanka Board President’s XI 135 (48.4) & 141-6 (38) | – | South Africans 302-5d (92) |
|                          |          | Remis                                                  |   |                            |

## Test Matches

### Erster Test in Galle
| 20. – 23. Juli Scorecard | Galle | Sri Lanka 522 (150.4)                           | – | Südafrika 238 (99) & 269 (92) (f/o) |
|                          |       | Sri Lanka gewinnt mit einem Innings und 15 Runs |   |                                     |

### Zweiter Test in Kandy
| 30. Juli – 2. August Scorecard | Kandy | Südafrika 253 (84.5) & 231 (93.5) | – | Sri Lanka 308 (99.4) & 169 (50.1) |
|                                |       | Südafrika gewinnt mit 7 Runs      |   |                                   |

### Dritter Test in Colombo (SSC)
| 6. – 10. August Scorecard | Colombo | Südafrika 279 (108.2) & 241-9d (113.5) | – | Sri Lanka 258 (98.2) & 195-4 (67.1) |
|                           |         | Remis                                  |   |                                     |

## Statistiken
Die folgenden Cricketstatistiken wurden bei dieser Tour erzielt.
| Tests                | Tests      | Tests   | Tests   | Tests   | Tests   | Tests   | Tests   | Tests   |
| Batting              | Batting    | Batting | Batting | Batting | Batting | Batting | Batting | Batting |
| Spieler              | Mannschaft | Spiele  | Innings | Runs    | Average | HS      | 100s    | 50s     |
| -------------------- | ---------- | ------- | ------- | ------- | ------- | ------- | ------- | ------- |
| Mahela Jayawardene   | Sri Lanka  | 3       | 5       | 321     | 80,25   | 167     | 2       | 0       |
| Sanath Jayasuriya    | Sri Lanka  | 3       | 5       | 278     | 55,60   | 148     | 1       | 1       |
| Lance Klusener       | Südafrika  | 3       | 6       | 275     | 68,75   | 118*    | 1       | 1       |
| Arjuna Ranatunga     | Sri Lanka  | 3       | 5       | 197     | 49,25   | 88      | 0       | 2       |
| Jonty Rhodes         | Südafrika  | 3       | 6       | 195     | 39,00   | 63*     | 0       | 2       |
| Bowling              |            |         |         |         |         |         |         |         |
| Spieler              | Mannschaft | Spiele  | Overs   | Wickets | Average | BBI     | 5W      | 10W     |
| Muttiah Muralitharan | Sri Lanka  | 3       | 227.4   | 26      | 18,46   | 7/84    | 3       | 1       |
| Shaun Pollock        | Südafrika  | 3       | 94      | 11      | 22,45   | 3/40    | 0       | 0       |
| Nicky Boje           | Südafrika  | 3       | 101.1   | 10      | 27,30   | 5/62    | 1       | 0       |
| Upul Chandana        | Sri Lanka  | 3       | 82.1    | 9       | 29,11   | 2/21    | 0       | 0       |
| Nantie Hayward       | Südafrika  | 2       | 56      | 7       | 24,42   | 2/15    | 0       | 0       |

## Player of the Series
Als Player of the Series wurden die folgenden Spieler ausgezeichnet.
| Serie | Player of the Series |
| ----- | -------------------- |
| Test  | Lance Klusener       |

### Player of the Match
Als Player of the Match wurden die folgenden Spieler ausgezeichnet.
| Spiel   | Player of the Match             |
| ------- | ------------------------------- |
| 1. Test | Muttiah Muralitharan            |
| 2. Test | Lance Klusener Arjuna Ranatunga |
| 3. Test | Muttiah Muralitharan            |